# Dorsaf Mamlouk
Dorsaf Mamlouk (arabe : درصاف مملوك) est une actrice tunisienne.

## Biographie
Elle commence sa carrière en 1994 dans le feuilleton Ghada. Par la suite, elle joue dans El Khottab Al Bab auprès de Mouna Noureddine, Raouf Ben Amor et Fethi Mselmani, entre 1996 et 1997. En 2007, elle obtient le rôle de Chokriya dans Kamanjet Sallema. La même année, on la retrouve dans la série populaire Choufli Hal, où elle interprète le rôle de Narjes, cousine de Dalenda (Asma Ben Othman), la secrétaire de Slimane Labiedh (Kamel Touati).
En 2010, elle joue le rôle de la mère de Chahid dans la série Casting. En 2012, elle tient le rôle de Salma Ben El Awam dans la série Pour les beaux yeux de Catherine.

## Filmographie

### Séries télévisées
- 1993 : El Assifa d'Abdelkader Jerbi : Rym
- 1994 : Ghada de Mohamed Hadj Slimane : Amina
- 1995 : Rissalet Hob (Message d'amour) de Hamadi Arafa : Souad
- 1996-1997 : El Khottab Al Bab de Slaheddine Essid, Ali Louati et Moncef Baldi : Souad Tammar
- 1997 :
  - Al Motahadi de Moncef Kateb : Amira Ben Rizwan
  - Amal de Salem Ben Omar : Hanan
- 1998 : El Hammema Wal Saqi de Noureddine Chouchane : Aziza
- 1999 :
  - Edhak Ledonia d'Abderrazak Hammami : Nadia
  - Khadhra Wal Kanz d'Abderrazak Hammami : Daajaa
- 2001 : Edhak Ledonia 2 d'Abderrazak Hammami : Nadia
- 2004 : Jari Ya Hammouda d'Abdeljabar Bhouri : Mahsouna
- 2005 : Chaâbane fi Ramadhane de Salma Baccar : Ayda
- 2006 :
  - Hayet Wa Amani de Mohamed Ghodhbane : une policière
  - Nwassi w Ateb d'Abdelkader Jerbi
- 2007 :
  - Kamanjet Sallema de Hamadi Arafa : Chokria
  - Choufli Hal (invitée de l'épisode 27 de la saison 4) de Slaheddine Essid : Narjes
- 2009 : Aqfas Bila Touyour (ar) d'Ezzeddine Harbaoui : Lilia
- 2010 :
  - Nsibti Laaziza (invitée d'honneur de l'épisode 1 de la saison 1) de Slaheddine Essid : Zouhour
  - Min Ayyem Maliha d'Abdelkader Jerbi
  - Casting de Sami Fehri : mère de Chahid
- 2011 : Maître Malek de Fraj Slema : Bahja
- 2012 : Pour les beaux yeux de Catherine de Hamadi Arafa : Salma[1]
- 2013 :
  - Njoum Ellil (saison 4) de Mehdi Nasra : Chiraz
  - Zawja El Khamsa de Habib Mselmani et Jamel Eddine Khelif : Dorra Abdallah
  - Yawmiyat Aloulou de Kamel Youssef, Tarek Ben Hjal et Béchir Mannai (invitée d'honneur)
- 2014 :
  - Ikawi Saadek d'Émir Majouli et Oussama Abdelkader : Aïda
  - Maktoub (saison 4) de Sami Fehri
- 2014-2015 : Bent Omha de Youssef Milad et Mokhless Moalla : Zakia
- 2015-2016 : Awled Moufida de Sami Fehri : Alya
- 2016 : Madrasat Al Rassoul d'Anouar Ayachi : Al Kaizouran
- 2018 : Ali Chourreb de Madih Belaïd et Rabii Tekali : Baya
- 2019 :
  - Zanket El Bacha de Nejib Mnasria : Fatma
  - Zawja Khamssa de Jamel Eddine Khelif
- 2020 : 27 de Yosri Bouassida : mère de May
- 2021-2022 : El Foundou de Saoussen Jemni : mère de Rym
- 2022 : Baraa (invitée d'honneur des épisodes 4, 5, 8 et 10) de Mourad Ben Cheikh et Sami Fehri : mère de Karim

### Émissions télévisées
- 2013 : Al Rahina (épisode 1) sur la Télévision tunisienne 1

## Théâtre
Dorsaf Mamlouk est également comédienne de théâtre. Elle a participé à de nombreuses pièces :
- 2016 : Woufa Al Maktoub, texte de Tahar Radhouani et mise en scène de Sadok Halwas, avec Naïma El Jeni[2] : la femme
- Allamni, mise en scène de Mongi Ben Hafsia, avec Naïma El Jeni et Latifa Gafsi
- Aâtini Forssa, mise en scène de Sadok Halwas, avec Naïma El Jeni
- Ayla (La Famille), mise en scène de Sadok Halwas, avec Naïma El Jeni
- Akher kaâba, texte de Lotfi Ben Sassi et mise en scène d'Anouar Ayachi

## Distinctions
- Officier de l'Ordre tunisien du Mérite (2004)[3].